# Guillaume Nélis
Pour les articles homonymes, voir Nélis.
Guillaume Joseph Nelis, né le 18 mars 1803 à Beauvechain et mort le 19 avril 1896 à Bruxelles, est un industriel et homme politique belge.

## Biographie
Guillaume Joseph Nelis est le fils de Jean-Joseph Nelis, conseiller communal de Nivelles, et de Marie-Catherine Vanhamme. 
Diplômé de l'Université de Louvain, il s'occupe d'industrie et devient directeur de la société Mathieu, Nélis et Cie pour le commerce et la fabrication du papier (1837-1843) et directeur-propriétaire des Papeteries de Virginal-Samme (1843-1858). Il est l'un des cofondateurs de la société en commandite Solvay et Cie. Ernest Solvay a déclaré à son sujet : « Nous remercions M. Nelis d'avoir créé la société. Il était l'un des industriels les plus intelligents de ce pays ». Nelis détenait 18% des actions de la fondation, ce qui en fait le deuxième actionnaire en importance, après Solvay lui-même. En 1967, après de nombreuses augmentations de capital, 7,50% des actions étaient toujours détenues par les héritiers de Nelis.
Il cofonde le Courrier de Nivelles en 1870.
Il possédait un château et un domaine de 150 hectares, appelé Schiplaken, à Boortmeerbeek, ainsi qu'une importante villa à Tubize.

## Mandats et fonctions
- Bourgmestre de Virginal-Samme : 1846-1853
- Conseiller provincial du Brabant : 1848-1853
- Membre de la Chambre des représentants de Belgique : 1857-1870
- Président de la Chambre de commerce de Nivelles
- Membre du Conseil supérieur du commerce et de l'industrie

## Sources
- Jean-Luc de Paepe & Christiane Raindorf-Gerard, Le Parlement belge 1831-1894. Données biographiques, 1996. - XXXVII, 645 p.
- Joseph Tordoir, Les grandes figures du Brabant wallon, no 8 Guillaume Nelis (1803-1896).
- Notice dans un dictionnaire ou une encyclopédie généraliste :   - Biographie nationale de Belgique